# Sinner's Serenade
Albums de Eternal Tears of Sorrow
Bard's Burial
(1994) Vilda Mánnu
(1998)
Sinner's Serenade est le premier album studio du groupe de death metal mélodique Finlandais Eternal Tears of Sorrow. L'album est sorti en septembre 1997 sous le label X-Treme Records.
Les trois derniers titres de l'album proviennent de leur précédente démo, qui est intitulée Bard's Burial.
L'album a été enregistré en seulement cinq jours en tout: il a fallu une journée pour enregistrer les titres de la démo Bard's Burial et quatre jours pour le reste des titres de l'album.

## Musiciens
- Altti Veteläinen − chant, basse
- Jarmo Puolakanaho − guitare, claviers
- Olli-Pekka Törrö − guitare, claviers

## Liste des morceaux
1. Dawn – 0:52
2. Another One Falls Asleep – 5:37
3. The Law of the Flames – 3:41
4. Dirge – 5:26
5. Into the Deepest Waters – 1:58
6. Sinner's Serenade – 5:02
7. My God, the Evil Wind – 4:40
8. March – 4:56
9. Bard's Burial – 1:29
10. The Son of the Forest – 4:23
11. Empty Eyes – 5:39